# Oxyanthus laxiflorus
Oxyanthus laxiflorus là một loài thực vật có hoa trong họ Thiến thảo. Loài này được K.Schum. ex Hutch. & Dalziel mô tả khoa học đầu tiên năm 1931.